# Harpactea rucnerorum
Harpactea rucnerorum este o specie de păianjeni din genul Harpactea, familia Dysderidae, descrisă de Polenec și Thaler, 1975.
Este endemică în Croatia. Conform Catalogue of Life specia Harpactea rucnerorum nu are subspecii cunoscute.